# Marketing sensoriel
Le marketing sensoriel ou la mercatique sensorielle est une technique marketing qui sollicite un ou plusieurs des cinq sens du consommateur.
Son objectif est de séduire le consommateur dans le but d’influencer son comportement vis-à-vis d’un service, d'un produit, d'une marque ou au sein d’un point de vente.

## Historique
Le marketing sensoriel est étudié depuis les années 1970.
- 1973 : Philip Kotler, dans son article « Atmospherics as a marketing tool » insiste sur la nécessité pour un point de vente de se différencier autrement que par les caractéristiques intrinsèques des produits qu’il commercialise. L’importance de l’atmosphère d’un magasin est alors mise en avant, atmosphère qui influence le comportement d’achat[2].
- 1982 : Morris B. Holbrook et Albert Hirschman introduisent le concept de consommation expérientielle qui proposent l’importance de la théâtralisation d’un point de vente. Selon ces auteurs, les émotions et les sentiments doivent être pris en compte pour expliquer le comportement des consommateurs, on parle alors de dimension affective[3].
- 1992 : Mary Jo Bitner prouve que l’environnement du point de vente génère des émotions sur ses clients[4].
- 2000 : Bruno Daucé et Sophie Rieunier introduisent en France le terme de Marketing sensoriel lors du colloque Ethienne Thil à La Rochelle[5].
- 2002 : Publication dans la revue Recherche et Applications en Marketing du premier article en France de recherche synthétisant les recherches menées dans le domaine du marketing sensoriel[6]. La même année, parution d’un premier ouvrage complet sur le sujet regroupant un ensemble de chercheurs spécialisés dans ce domaine. Cet ouvrage s’appuie sur de nombreuses études relatives au sujet[7]. Toujours cette même année paraît un ouvrage intitulé "Planète Conso : marketing expérientiel et nouveaux univers de consommation" (2002) de Patrick Hetzel aux Éditions d'Organisation et qui montre que le marketing sensoriel peut été englobé dans un courant plus large et général : celui du marketing expérientiel. Le marketing sensoriel est le levier le plus important du marketing expérientiel.

Les travaux récents montrent que l'utilisation du marketing sensoriel est efficace lorsqu'elle se fait en cohérence avec l'image du point de vente, ou du rayon. Par exemple, il peut être très payant pour un commerçant de réaliser une théâtralisation de son rayon « chocolat » en diffusant des odeurs naturelles de chocolat chaud, appuyées par des visuels liés au chocolat (photos de gâteaux, de bonbons etc.), des musiques liées à l'Afrique et une dégustation de chocolats.

## Enjeux et objectifs du marketing sensoriel
Les recherches sur le marketing sensoriel viennent principalement de l’idée qu’il existe un lien entre le comportement d’achat et l’atmosphère qui se dégage d’un point de vente. L'atmosphère se base sur des caractéristiques extrinsèques aux produits.
L’utilisation du marketing sensoriel a de nombreux objectifs comme le renforcement identitaire du produit et/ou du point de vente. Son application augmente la perception que peuvent avoir les consommateurs des produits en magasin et permet à terme, une plus grande fidélisation de la clientèle.
Le développement du marketing sensoriel a été encouragé par des évolutions :
- L’accroissement de la concurrence : La mondialisation des échanges et l’internationalisation des chaînes de distribution ont renforcé l’intensité concurrentielle d’un grand nombre de secteurs. Le marketing sensoriel est devenu un nouveau moyen de se différencier pour les enseignes. Celles-ci vont favoriser l'attachement en générant des émotions pour éviter la comparaison par le prix[10].
- Le développement du commerce en ligne : Le début du 21e siècle a été marqué par l’explosion d’une nouvelle forme de commerce, le commerce en ligne. Aussi, le commerce traditionnel a dû trouver un moyen de riposter afin de développer des qualités qu’Internet ne possède, pour le moment, pas. Ces avantages sont la possibilité de déguster, de toucher, de sentir un produit ou de vivre un moment agréable dans un magasin.

## Définitions des concepts
Le marketing sensoriel peut également être défini comme une déclinaison du marketing qui vise à stimuler les achats et à conforter le lien entre la marque et ses clients grâce à la sollicitation des 5 sens dans le cadre des actions menées sur le produit, la distribution et la communication. Le marketing sensoriel permet, entre autres, une hédonisation des produits les plus banals, ce qui augmente l'implication émotionnelle.
Le but de ce marketing est de provoquer des réactions affectives, cognitives et comportementales.
Le consommateur est confronté à une multitude de stimuli mettant à contribution ses 5 sens, le marketing sensoriel vise à mieux contrôler la perception de ces stimuli par le chaland. Selon Body et Giboreau (2007), plus les points de contacts sensoriels sont nombreux, plus les traces qu'ils laissent sont mémorables.

Il faut toutefois noter que la frontière est étroite entre le marketing sensoriel et le marketing expérientiel. En réalité, comme l'a montré Hetzel dans son ouvrage "Planète Conso: marketing expérientiel et nouveaux univers de consommation" en 2002, notamment  au travers de son concept de roue experientielle, le marketing sensoriel est une des 5 facettes du marketing expérientiel.

Le cadre conceptuel de l'influence de l'atmosphère sur le comportement du client en point de vente n'intègre pas la variable gustative. Celle-ci est généralement prise en compte pour la sensorialité des produits.

### Le marketing auditif
Les objectifs de l’ambiance sonore sont multiples et peuvent être regroupés en trois catégories:
- Les objectifs affectifs : Il s’agit de procurer du plaisir aux clients et de créer chez lui de la gaieté.
- Les objectifs cognitifs : La musique doit donner une indication sur la cible du magasin, sur son univers ou avoir un rapport avec la catégorie de produits liés à la saisonnalité (Noël, par exemple). La musique doit également être en mesure de donner une ambiance festive.
- Les objectifs comportementaux : La musique est en mesure d’impulser un rythme de visite aux clients. Elle doit également pouvoir provoquer des achats d’impulsion.

Le choix de la musique a un impact certain sur le comportement des clients, mais également sur celui du personnel. Selon Rieunier et al (2006), le choix de la musique à diffuser repose sur quatre piliers :
- Le style de musique qui reflète l’image du point de vente.
- Ce que la musique va évoquer en termes d’univers, d’émotions.
- Le tempo qui a la possibilité de détendre ou stimuler.
- La notoriété de la chanson ou de l’artiste qui peut être associée au caractère distinctif ou non du magasin.

De plus, selon une étude de Guéguen et Jacob (2002), dans certains lieux de vente, comme les bars, le niveau de la consommation est corrélé positivement avec le volume sonore (selon le type de clientèle et le style musical).
Nombre d'entreprises se sont positionnées sur ce secteur porteur. Il y a en effet 29,4 millions de petits et moyens points de vente dans le monde (source : étude Nielsen 2018). 88% d'entre eux diffusent de la musique 5 jours par semaine pour « ambiancer » leur établissement, motiver leur personnel, et améliorer l'expérience d'achat de leurs clients. Parmi ces entreprises tant créatives que technologiques, véritables « designers d'ambiance musicale pour environnements commerciaux », et qui ont une activité sur le plan international.

### Le marketing tactile
Le marketing tactile représente d’une part le toucher des produits, mais également les contacts au sein du point de vente (vendeurs, clients…), l’ambiance thermique et hygrométrique. Le toucher peut être volontaire ou passif.
Le toucher permet, pour le consommateur, d’atteindre une situation de confort qui correspond « à une situation psychologique et/ou physiologique d’aise et de satisfaction » .
Il existe plusieurs types de toucher :
- Manipuler un objet peut être essentiel pour un consommateur (qualité d’un tissu, maturité d’un fruit…), on parle alors de toucher instrumental, le but étant pour le client d’obtenir des informations en lien avec le produit manipulé.
- Une forme de toucher orientée vers le plaisir est appelé toucher autotélique. Le consommateur éprouve un plaisir qui lui donne envie de prolonger son geste (plaid en fourrure, vêtement de soie…).

Le toucher a une influence sur le comportement du consommateur. La manipulation des produits est positive puisqu’elle est indispensable pour certains d’entre eux. La frustration apparaît dès lors qu’un obstacle se dresse entre l’objet et le consommateur.
Le toucher interpersonnel représente les contacts entre clients, ou entre clients et personnels du point de vente. Le contact a une influence positive lorsqu’il a lieu entre un client et le personnel de contact. À l’inverse, il n’influe pas lorsqu’il est entre clients. L’environnement global exerce également une influence sur le consommateur. La température, l’hygrométrie en magasin jouent sur le bien-être du chaland et donc sur le temps passé en magasin.

### Le marketing gustatif
Le marketing gustatif est plus difficile à mettre en place et il est le moins utilisé en marketing sensoriel. Pourtant, c’est également un moyen de différenciation qui peut permettre d’apprécier la qualité d’un produit par le goût (dégustation en magasin, domaine des cosmétiques avec des rouges à lèvres parfumés…).

### Le marketing olfactif
Les spécificités de la mémoire olfactive (mémorisation intense des odeurs) incitent les distributeurs à l’utiliser comme marquage de leur identité. L'odorat a un impact émotionnel très fort, lié au système limbique qui conserve nos souvenirs, il ressuscite des sensations enfouies depuis l'enfance. En effet, l’odeur et donc l’odorat influencent la perception que peut avoir un consommateur du produit et elle contribue à renforcer le positionnement de ce dernier. Pour certains consommateurs, l’odeur est un critère de choix. L’état des individus, leurs comportements peuvent être influencés par les odeurs (relaxante ou stimulante).
Les odeurs apportent un confort d’ambiance au sein du point de vente. Lorsqu’elles sont diffusées en magasin, elles donnent une signature olfactive au point de vente (association de l’odeur de cèdre à Nature & Découvertes).
Les premières recherches ont consisté à démontrer l’influence positive d’une odeur agréable sur l’idée que le consommateur se fait d’un produit (Laird, 1935 ; Cox, 1969) ou encore d’une personne (Baron, 1986). L’odeur a également une influence sur la volonté du consommateur de se rendre dans un point de vente et le temps qu’il y passe (Spangenberg, Crowley et Henderson, 1996) mais également sur les émotions (Daucé, 2000),.
Les odeurs ont donc un impact sur les consommateurs mais tous les consommateurs ne sont pas égaux face aux stimuli. Des différences ont été notées en fonction du sexe, de l’âge, de la culture et de l’état interne de l’organisme.
Le marketing olfactif s'invite aujourd'hui dans le numérique et l'odeur est maintenant traitée comme un média à part entière comme peuvent l'être les images et le son. On trouve maintenant des diffuseurs de parfum ou même des clés USB olfactives qui permettent d'avoir une synergie entre le parfum et des sites internet.

### Le marketing visuel
La vue est le sens le plus développé : 80 % des stimuli que nous percevons sont visuels
. Elle est le premier contact avec un produit ou un point de vente.
Les couleurs influencent les consommateurs. Le choix des couleurs influencent les perceptions, les émotions (couleurs chaudes stimulantes, bleu calme…) et les cognitions (valeurs symboliques qui varient selon les cultures et influencent le raisonnement et les jugements).
Les couleurs influencent les autres récepteurs sensoriels (les couleurs et goût, couleurs et sensations olfactives et sonores, couleurs et sensations kinesthésiques, couleurs et perceptions temporelles).
L’utilisation de couleurs peut avoir différentes fonctions :
- La couleur (teinte, luminosité, saturation) doit attirer l’attention du client envers le point de vente : ceci est appelé la fonction d’alerte.
- La fonction d’attraction est de donner les moyens au point de vente de susciter un intérêt pour le consommateur.
- La fonction de bien-être contribue à créer une atmosphère positive dans le point de vente.

La fonction de congruence doit permettre d’affirmer le positionnement du point de vente.
Les couleurs sont donc très utilisées par les marketeurs car c’est un moyen de communication, elles permettent l’identification et la différenciation des marques.

## Limites et critiques du marketing sensoriel
- Chaque consommateur, selon son vécu, sa culture, a son propre système de référence, sa propre perception. Il faut donc avoir une approche locale et non universelle[19].
- Selon certaines associations de consommateurs ou certains mouvements anticapitalistes, le marketing sensoriel est devenu une nouvelle forme de manipulation des consommateurs.

## Perspectives pour le marketing sensoriel
- Des études sur l'effet à long terme de l'usage du marketing sensoriel, notamment sur la fidélité à la marque ou à l'enseigne, doivent encore être menées[20] ;
- Selon Martin Lindström, le marketing sensoriel devrait réussir à surpasser la publicité[21] ;
- Il pourrait également s’élargir à la somesthésie ;
- Enfin, le neuromarketing pourrait venir compléter et renforcer les avancées faites en termes de marketing sensoriel, ce qui pose un problème d’éthique et des questions d’ordre moral.